# Stuart Hall (sociolog)
Stuart Hall (3. února 1932 Kingston, Jamajka – 10. února 2014 Londýn, Anglie) byl teoretik kulturálních studií a sociolog, který od roku 1951 žil a pracoval ve Velké Británii. Hall, společně s Richardem Hoggartem a Raymondem Williamsem, byl jednou ze zakládajících postav školy myšlení nazývané Birminghamská škola (The Birmingham School of Cultural Studies). V letech 1995-1997 byl prezidentem Britské sociologické asociace.
Na pozvání Hoggarta se Hall v roce 1964 připojil k Centre for Contemporary Cultural Studies (Centrum pro současná kulturální studia) na univerzitě v Birminghamu. Roku 1968 vystřídal Hall na postu ředitele Hoggarta. V čele instituce zůstal až do roku 1979. Během svého působení v Centru se Hall významnou měrou podílel na rozšíření působnosti kulturálních studií. Jeho velkým tématem byla problematika rasy a genderu. Hall opustil Centrum v roce 1979 a stal se profesorem sociologie na Open University, kde působil až do roku 1997. Posléze byl emeritním profesorem. Stuart Hall byl ženatý s Catherine Hallovou, feministkou a profesorkou moderní britské historie na University College v Londýně.

## Životopis
Stuart Hall se narodil v Kingstonu na Jamajce, do středostavovské rodiny indického, afrického a britského původu. Na Jamajce navštěvoval Jamajskou vysokou školu a získal vzdělání podle britského vzdělávacího systému. V rozhovoru Hall sám sebe popisuje jako "zapáleného a slibného studenta" a vzdělávání v tomto období považuje za značně klasické, nicméně velmi dobré, avšak v silně formálních akademických podmínkách. Jeden z učitelů, který byl Hallovi zvlášť sympatický rozšířil jeho znalosti o díle T. S. Eliota, Jamese Joyce, Freuda, Marxe, Lenina, stejně tak o oblast některé okrajové literatury a moderní poezie, včetně například literatury z oblasti Karibiku. Z Hallových pozdějších prací je patrné, že dospívání v pigmentokracii, kde měl tmavší pleť než zbytek jeho rodiny, mělo nesmírný vliv na jeho pozdější pohled na svět.
V roce 1951 Hall vyhrál Rhodoské stipendium na Merton College na univerzitě v Oxfordu, kde studoval angličtinu a získal titul MA (Magistr uměleckých věd). Stal se součástí „generace Windrush“, první rozsáhlé skupiny indických imigrantů ze západu. Poté pokračoval v doktorandském studiu na Oxfordu, ale události spojené zejména s rokem 1956 a sovětskou invazí v Maďarsku (kdy Hall najednou viděl mnoho tisíc členů opouštět komunistickou stranu Velké Británie (CPGB) a hledat alternativy) a Suezskou krizí, ho přiměly ukončit v roce 1957 studium a začít se ve svých pracích věnovat politickým otázkám. V letech 1958 až 1960 pracoval Hall jako učitel v Londýně na střední škole v oblasti vzdělávání dospělých. V roce 1964 se oženil s Catherine Hallovou. Nebýt této skutečnosti, pravděpodobně by se již natrvalo vrátil zpět do oblasti rodného Karibiku.
Nadále působil na univerzitách a začal přispívat do politicky orientovaného časopisu Left Review. Již během pobytu v Oxfordu se Hall připojil k E. P. Thompsonovi, Raymondu Williamsovi a dalším osobnostem okolo časopisu New Reasoner. Sloučením těchto dvou časopisů vzniká velmi vlivná intelektuální revue New Left Review. V roce 1960 se Stuart Hall stává jejím zakládajícím redaktorem. V roce 1958 zakládá Raphael Samuel, který zastupuje radikálnější odnož okolo časopisu New Left Review, kavárnu Partizan Coffee House v londýnské čtvrti Soho, která slouží jako místo setkávání pro levicově zaměřené intelektuály. Mezi návštěvníky patřily např. Raymond Williams, Richard Hoggart anebo britský režisér českého původu Karel Reisz. Hall redakci časopisu New Left Review opouští v roce 1961 nebo 1962 .
Hallova akademická dráha začala stoupat poté, co společně s Paddy Whannelovou vydal v roce 1964 knihu Popular Arts (Populární umění). Úspěch této publikace měl za následek, že byl osloven Richardem Hoggartem, který Hallovi nabídl, aby se připojil k Centre for Contemporary Cultural Studies na Universitě v Birminghamu, nejprve jako výzkumný pracovník, přičemž tuto aktivitu zpočátku Hoggart hradil z vlastních peněz. V roce 1968 se Hall stává ředitelem střediska. V následujících letech napsal Stuart Hall celou řadu vlivných článků, zahrnujících mimo jiné: Situating Marx: Evaluations and Departures (1972) a Encoding and Decoding in the Television Discourse (1973). Rovněž přispěl k sepsání knihy Policing the Crisis (1978) a spolueditoval a ovlivnil vznik práce s názvem Resistance Through Rituals (1975).
Po svém jmenování profesorem sociologie na Open University v roce 1979 publikuje Hall další vlivné knihy jako: The Hard Road to Renewal (1988), Formations of Modernity (1992), Questions of Cultural Identity (1996) a Cultural Representations and Signifying Practices (1997). Mezi lety 1970 a 1980 byl Hall úzce spojen s časopisem Marxism Today, v roce 1995 se stává zakládajícím redaktorem Soundings: A Journal of Politics and Culture.
Hall odešel z Open University v roce 1997. V roce 2008 získal od Evropské kulturní nadace Cenu princezny Margarety (Princess Margriet Award).

## Názory
Hall navázal především na dílo Karla Marxe, Antonio Gramsciho, Raymond Williamse, Louis Althussera a Michela Foucaulta.
Hallova práce zahrnuje otázky týkající se hegemonie (Pojem hegemonie v rámci gramsciánské teorie, odkazuje na sociokulturní produkci „souhlasu“ a „nátlaku“). S jazykem pracoval v souvislosti s využitím jakožto provozního nástroje v rámci moci, instituce a politiky/ekonomie. Tento názor představuje lidi jako výrobce a spotřebitele kultury zároveň.
U Halla není kultura něčím, co se prostě dá ocenit nebo studovat, ale především zastává „kritické místo společenské akce a intervence, kde jsou mocenské vztahy pevně usazeny a zároveň potenciálně nestálé.“
Hall se stal jedním z hlavních zastánců tzv. recepční teorie, a vyvinul s tím spojenou teorii kódování a dekódování. Tento přístup k textové analýze se zaměřuje na prostor pro vyjednávání a opozici ze strany publika. To znamená, že publikum text nepřijímá pouze pasivně.
Například statistiky o trestné činnosti, v Hallově pohledu, se často používají k politickým a hospodářským účelům.
Řada jeho studií ukazuje na souvislosti panující mezi rasovými předsudky a médii.
Hall byl také široce diskutovaným autorem v rámci představ o kulturní identitě, rase a etnického původu, a to zejména v souvislosti s tvorbou Blackovy politiky diaspory identit. Hall věří, že identita mohla být ovlivněna historií a kulturou, a není tedy hotovým výrobkem, nýbrž identitu vidí jako neustále probíhající proces výroby.
Hallův politický vliv sahal i do Labour Party (Strana práce), zejména díky vlivným článkům pro Marxism Today, kde otevřeně kritizoval politický konzervatismus. Tento Hallův kritický diskurs měl hluboký dopad na Labour Party, zejména v době, kdy v jejím čele stanul Neil Kinnock.

## Teorie kódování a dekódování
Hall představoval svůj koncept kódování a dekódování v různých publikacích a na několika přednáškových akcích po celou svou vědeckou kariéru. První z prací byla Encoding and Decoding in the Television Discourse (1973), článek napsal pro Council of Europe Colloquy na téma „Procvičování v kritickém čtení televizní řeči“, pořádané Radou a Centrem pro výzkum masové komunikace na Univerzitě v Leicesteru. Tato práce byla určena studentům v Centru pro současná kulturální studia. Paddy Scannell text vysvětluje takto: „Do značné míry poukazuje na prozatímní pocit textu a upozorňuje na jeho neúplnosti.“ V roce 1974 byl dokument předložen na sympoziu o Vysílání a Publiku v Benátkách. Hall rovněž představil svůj kódovací a dekódovací model v Culture, Media and Language z roku 1980.
Hall měl zásadní vliv na formování kulturálních studií, a celá řada jeho tezí a textů se nadále využívá i pro současná bádání na poli kulturálních studií. Jeho text z roku 1973 představuje zlomový okamžik v Hallově výzkumné práci. Hall zastává sémiotický přístup a navazuje na práci Rolanda Barthese a Umberta Eca Zmíněná esej z roku 1973 popisuje, jak se mediální zprávy tvoří, jak se dostávají do oběhu a jak je konzumenti spotřebovávají. U té příležitosti navrhuje novou teorii komunikace. „,Předmětem‘ z hlediska výrobních postupů a struktur v televizi je výroba zprávy: to jest, označované-vozidlo či spíše označovaná- vozidla jsou určitým druhem organizované, stejně jako jiné formy komunikace nebo jazyků, v rámci režimu kódů, v kontextu syntagmatického diskursivního kruhu.“
Podle Halla „zpráva musí být napřed vnímána jako smysluplný diskurs a smysluplné dekódování , než jako zkoumání otázky jejího vlivu , použití , nebo jak uspokojuje potřebu recipienta“. K dispozici máme celkem čtyři komunikační modely pro kódování/dekódování.
První způsob kódování je dominantní (tj. hegemonní), mluvíme o kódu. Tím je myšleno, co příjemce kódu od kódu očekává, a co z něj dokáže rozpoznat a dekódovat. „Když divák konotuje význam v celku a jeho úplnosti, zprávu nějak dekóduje. Za to může referenční kód, ve kterém byla zpráva zakódována. Referenční kód působí uvnitř dominantního kódu.“ Druhý způsob kódování je profesionální kód. Souvisí s dominantním kódem. „Slouží k reprodukci dominantní definice pevně sevřené hegemonické kvality a pracuje s profesionálními kódy, které se týkají otázek ohledně vizuální kvality, zpravodajství a prezentačních hodnot v rámci tele-vizuální kvality, ,profesionality‘ atd.“ Třetí způsob kódování je sjednaný kód. „Uznává legitimitu hegemonických definic, kde se utváří velké významy, zatímco menší operují na situační úrovni, tedy si vytváří svá vlastní povrchová pravidla, která zároveň umožňují pracovat s některými ,výjimkami‘ těchto pravidel.“ Čtvrtý způsob kódování je opoziční kód. „Je možné, že divák dokonale porozumí jak doslovnému, tak symbolickému skloňování směrem ke sledované události, ale přesto zprávu dekóduje (rozšifruje) opačném způsobem.“ „Předtím, než tato zpráva může mít nějaký ,účinek‘ (jakkoli definovaný), nebo uspokojit naše ,potřeby‘, případně ji moci ,použit‘, tak je nejprve třeba vnímat ji jako významový diskurs, který je určitým způsobem významově dekódovaný.“
Hall vyznával všechny čtyři složky modelu masové komunikace. Argumentoval tím, že význam není nikdy pevně dán nebo předem určen jeho odesílatelem, zpráva není nikdy zcela transparentní; stejně tak publikum není pasivním příjemcem smyslu toho významu. Například v dokumentárním filmu o žadatelích o azyl, který si klade za cíl sympatizovat s jejich nelehkým údělem a těžkou životní situací, nezaručuje, že stejné sympatie budou k protagonistům cítit i diváci. I přes veškerou snahu o maximální realističnost a vyprávění skutečností, dokumentární forma sama o sobě musí ještě komunikovat prostřednictvím znakového systému (fonetické, vizuální znaky z TV), který zároveň (může) narušuje záměry tvůrců a vyvolává rozporuplné pocity v publiku.
Takovéto zkreslení je postaveno na systému, spíše než na „selhání“ výrobce nebo diváka. Jedná se o „nedostatečné uchopení“ Hall argumentuje tím, že „mezi oběma stranami dochází ke komunikativní výměně“. To znamená rozmezí mezi okamžikem výroby zprávy („kódování“) a okamžikem, kdy dochází k jejímu přijetí („dekódování“). Hall pro „kódování/dekódování“ navrhuje mediální zprávy analyzovat čistě v jejich běžném smyslu, zejména skrz jejich performativní povahu. Takže z tragické události v USA 11. září 2001 se přes neustálé opakovaní tohoto příběhu, přes řadu zastávek u této katastrofy a variací vyprávění teroristického útoku na „Dvojčata“ se díky médiím stala naprosto věrohodná a realistická interpretace, která je všeobecně kulturně sdílná, ale toto neustálé opakování „povýšilo“ tragické datum 11. září 2001 na rámec pouhého „běžného smyslu“.